# Aphyosemion pascheni
Aphyosemion pascheni es una especie de pez de la familia de los aplocheílidos en el orden de los ciprinodontiformes.

## Morfología
Los machos pueden alcanzar los 5 cm de longitud total.

## Subespecies
Se conocen dos subespecies:
- Aphyosemion pascheni festivum (Amiet, 1987)
- Aphyosemion pascheni pascheni (Ahl, 1928)

## Distribución geográfica
Se encuentran África: en sud-oest del Camerún.